# Revista Ficções
A revista Ficções era uma publicação  portuguesa da responsabilidade da editora Tinta Permanente, da qual se editaram dezasseis números (entre 2000 e 2008), e que tinha por objectivo a divulgação do conto universal e local. Publicava textos clássicos da tradição contística, textos inéditos de autores estrangeiros, encomendava inéditos a autores portugueses consagrados e dava a conhecer inéditos de novos autores portugueses. A edição estava a cargo de Luísa Costa Gomes.
A revista levou também à organização de um site – www.ficcoes.net (actualmente extinto) – que chegou a registrar, em 2002 e 2003, uma média de mais de mil visitas mensais. Para além de expandir a divulgação da revista, deu origem a uma Biblioteca Online do Conto dedicada em exclusivo a autores portugueses, na qual se encontravam disponíveis em formato digital os grandes clássicos do conto português e textos éditos e inéditos de autores portugueses contemporâneos.

## Números
- Nº1 - William Wilson, de Edgar Allan Poe; Um homem célebre, de Machado de Assis; O beijo, de Anton Tchekhov; O meu ócio, de Italo Svevo; Porquê escrever, de Paul Auster; O rato, de Agustina Bessa-Luís; A mulher que aprendeu a chorar, de Jaime Rocha; Dois contos de mentira e um de menina, de Fernanda Cachão; Uma fotografia, de Pedro Mexia.

- Nº2 - Diderot; Horace Walpole; Um artista da fome, de Franz Kafka; O regresso de Tchorb, de Vladimir Nabokov; O amante do Crato, Maria Velho da Costa; Confidência barreirense de Teresa Veiga; Por acaso, de Isabel Boavida; Noite de hotel, de Cláudia Clemente.

- Nº3 - Guy de Maupassant; Herman Melville; Mário de Carvalho; José Eduardo Agualusa; José Luis Peixoto...

- Nº5 - O Duelo, de Heinrich von Kleist; A Mulher de Gogol, de Tommaso Landolfi; Super Flumina Babylonis, de Jorge de Sena; Romagem, de Susan Sontag; O Busto Negro de Bach, de Hans Dekkers; O Velho, o Cão e as Cabras, de José Mourão; Narciso, de Brigitte Martinez.

- Nº6 - História de um Bom Brâmane, Voltaire; A Caçada do Malhadeiro, Conde de Ficalho; O Pelicano, de Edith Wharton; Memória do Caminho de Ferro de Kalda, de Franz Kafka; Chuva de Páscoa, Vladimir Nabokov; Um Grego Antigo de Hoje, de Kostas Takhtzis, A Mãe, de Natalia Ginzburg; Viagem à Nascente do Nilo, de Giuseppe Pontiggia

- Nº7 - O Medo, de Guy de Maupassant; História de Um Homem Casado; de Katherine Mansfield; A Portuguesa, de Robert Musil; A Viagem de Inverno, de Georges Perec, Estação Morta, Maria Ondina Braga; Pequenos Terremotos, André Ricardo Aguiar

- Nº8 - Ele e Ela, Ramalho Ortigão; O Mar & Sua Praia, Elizabeth Bishop; A Chuva Eterna, Ray Bradbury; A Tortura pela Esperança,  Villiers de l'Isle-Adam; Para o Quarto 19, Doris Lessing; O Arquimortes, de Augusto Abelaira; A Chegada, de José Rodrigues Miguéis

- Nº9 - O Quarto Azul, de Prosper Merimée; O Caminheiro, de Leopold von Sacher-Masoch; Os Serenins de Queluz, de Júlio Dantas, A Morte da Chota, Castro Soromenho; O Blusão de Couro, de Cesare Pavese; O Homem da Tenda, de Hannes Pétursson; Existe um homem que tem o costume de me dar com um guarda-chuva na cabeça, de Fernando Sorrentino; Começos, de Robert Coover; Deleituras, de Óscar de Sá; Na Europa Tropical, de Artur Pires

- Nº10 - Amor, de Guy de Maupassant; Um Sonho do Armagedão, de H. G. Wells; Senhor Hua Wei, de Zhang Tianyi; Aldeia das Cataratas, de Jane Bowles; O Obelisco, de E. M. Forster; A Outra Vida, de John Updike; Ingo Schulze

- Nº11 O regresso do filho pródigo, de André Gide; Os filhos madraços, de Italo Calvino; A mulher adúltera, de Albert Camus; Aventuras, de Witold Gombrowicz; Os rapazes, de Ethan Coen, Avisos à navegação, de Gianni Celati

- Nº12 - O Órfão, de Heinrich Von Kleist; Pandora, de  Gérard de Nerval; Lolita, de Heinz Von Lichberg; Robinson, de Paul Valéry; O Involuntário, de Branquinho da Fonseca; O Mundo das Maçãs, de John Cheever; Matéria Bruta, A.S. Byatt

- Nº13 - A Menina Grande do Papá, de Ursula K. Le Guin; Egnaro, de M. John Harrison; As Filhas do Defunto Coronel, de Katherine Mansfield; Os Filhos do Lavrador, de Elizabeth Bishop; Cristo em Casa de Marta e de Maria, de Antonia Byatt; Garnier, de George Sand; Viagem a Uma Rua de Paris e à Origem dos Telefones Portáteis, de Enrique Vila-Matas (Grande parte das traduções incluídas no nº13 da Ficções foram fruto de uma Oficina de Tradução Literária que teve lugar na Biblioteca da Universidade Católica entre Outubro e Dezembro de 2005.)[2]

- Nº14 - A Marechala de Broglie, de Diderot; As Estrelas, de Alphonse Daudet; Deixe-Me Tomar-Lhe o Pulso, de O. Henry; Respeitabilidade, de Sherwood Anderson; Uma Matinée de Wagner, de Willa Cather; O Gordo na História, de Peter Carey; Destino, de Shi Tiesheng, O Rei do Cubango, de Xosé Martínez Oca; À Medida Que Uma Mulher Envelhece, de J. M. Coetzee

- Nº15 - Recordações de família ou o anjo da guarda prisional, de Jacques Prévert; Porque vivo no Posto dos Correios, de Eudora Welty; À procura do Sr. Green, de Saul Bellow; O homem que plantava árvores, de Jean Giono; A formiga eléctrica, de Philip K. Dick; Fim-de-semana, de Fay Weldon; Verona: fala uma rapariga, de Harold Brodkey; Imaginação morta imagina, e Ouvido no escuro I e II, de Samuel Beckett